# Linea 3 (metropolitana di Valencia)
La linea 3 della metropolitana di Valencia è una linea di metropolitana che serve la città di Valencia, in Spagna. Collega la stazione di Rafelbunyol con quella di Aeroport. Il suo percorso è lungo 24,2 chilometri, diviso in un percorso di superficie (Rafelbunyol-Almàssera) e un percorso sotterraneo che va da Alboraya-Peris Aragó all'aeroporto di Valencia.
Le sue origini risalgono alla vecchia linea ferroviaria suburbana FEVE (comunemente nota come el trenet), che collegava la stazione "Valencia-Pont de Fusta" con la cittadina di Rafelbunyol. Il 5 maggio 1995 venne riaperta come parte della nuova rete metropolitana di Valencia.

## Il progetto e l'inaugurazione
L'origine della linea deriva dall'antica linea del trenet che collegava la stazione di Valencia-Pont de Fusta con Rafelbunyol, il vecchio percorso correva in superficie dalla stazione di Alboraia Palmaret ad Alboraya fino alla stazione di Pont de Fusta lungo quella che oggi è la strada che parte da Alfauir, su quella tratta si trovava anche la stazione di San Lorenzo. I passeggeri che arrivano dalla linea Rafelbuñol possono raggiungere la stazione di Pont de Fusta cambiando per la linea 4 di Metrovalencia alla stazione di Benimaclet.
Per portare la linea 3 al centro della città di Valencia, nel 1992 fu progettato un tunnel sotto di essa. Il 5 maggio 1995, il tratto tra la stazione di Palmaret (in superficie fino al 2010), situata nell'omonimo quartiere di Alboraya, e il quartiere Alameda situato sotto il Pont de l'Exposició.

## I prolungamenti della linea
Successivamente, il 16 settembre 1998, questa linea fu prolungata fino alla stazione Avinguda del Cid. In questa estensione è stata realizzata anche una diramazione tecnica tra le stazioni Colón e Jesús. Questa diramazione inizia pochi metri prima di arrivare alla stazione di Xàtiva e termina a pochi metri dalla stazione di Jesús. Le linee 1 e 2 vennero così unite alla linea 3 e nel 2003 la diramazione venne trasferita alla linea 5. Successivamente, nel 2015, la diramazione venne trasferita all'attuale linea 7.
Il 20 maggio 1999 venne realizzata l'estensione della stazione di Mislata Almassil nella vicina città di Mislata.
Nell'aprile 2007 è stato aperto al pubblico il tratto di ampliamento tra Mislata Almassil e l'aeroporto di Manises.
All'inizio del 2008 è iniziata l'interramento dei binari della linea 3 della Metrovalencia nel territorio comunale di Alboraya, dando vita a due stazioni sotterranee (Alboraia Palmaret e Alboraia Peris Aragó). Dopo aver superato il centro abitato, la linea torna in superficie all'altezza del Barranco del Carraixet.
Dal 30 ottobre al 2 dicembre 2024, a seguito delle gravi inondazioni verificatesi nella provincia di Valencia, il servizio su questa linea è stato sospeso.

### Progetti futuri
Tra le azioni previste per il 2021 rientrano la redazione dei progetti di ampliamento della tratta nei tratti compresi tra Alboraia Peris Aragó e Almàssera; Museros e Albalat dels Sorells; e Rafelbunyol e Massamagrell.
Alla fine del 2021 è stato presentato il Piano Metropolitano di Mobilità di Valencia (PMoMe) 2022-2035, che prevede la creazione di un nuovo tunnel tra le stazioni di Alameda e Bailén (con una nuova stazione in Plaza del Ayuntamiento) al fine di eliminare l' il collo di bottiglia che si crea nel centro della città tra le stazioni di Alameda e Colón e poter così migliorare frequenze e fluidità. Ciò significherebbe cambiare il percorso della linea 3, che prenderebbe il nuovo tunnel da Alameda a Torrent Avinguda.

## Caratteristiche tecniche
| Urban head station |

| Urban stop on track |

| Urban stop on track |

| Urban stop on track |

| Urban stop on track |

| Urban stop on track |

| Urban stop on track |

| Urban stop on track |

| Unknown route-map component "utSTRa" |

| Urban tunnel stop on track |

| Urban tunnel stop on track |

| Urban tunnel station on track |

| Unknown route-map component "utINT" |

| Urban tunnel stop on track |

| Unknown route-map component "utINT" |

| Unknown route-map component "utINT" |

| Unknown route-map component "utINT" |

| Unknown route-map component "utINT" |

| Urban tunnel stop on track |

| Urban tunnel stop on track |

| Urban tunnel stop on track |

| Urban tunnel stop on track |

| Urban tunnel stop on track |

| Urban tunnel stop on track |

| Urban tunnel stop on track |

| Urban tunnel stop on track |

| Urban tunnel stop on track |

| Unknown route-map component "utKINTe" |

La linea, con il maggior traffico passeggeri, corre in superficie da Rafelbunyol alla stazione di Almàssera e in sotterraneo da Alboraia Peris Aragó fino al capolinea di Aeroport. Le gallerie della linea 3 sono diverse a seconda delle tratte. Da Alboraia Peris Aragó ad Alameda il tunnel è a doppio binario. Da Alameda, la linea 3 condivide l'infrastruttura con le linee 5 e 9, così come con la linea 7 da quella stazione fino a 10 metri prima della stazione di Xàtiva, mentre i tunnel diventano a binario unico con una sezione circolare e corrono paralleli (o sovrapposti alla stazione di Xàtiva). Questa configurazione viene mantenuta fino alla stazione Avinguda del Cid, da dove torna a doppio binario fino all'Aeroport.
Nel 1995 furono inaugurate tre stazioni della linea 3 della metropolitana di Valencia (Hermanos Machado, Benimaclet e Facultats-Manuel Broseta), progettate da Lourdes García Sogo e Carlos Meri Cucart. Le stazioni sono differenziate da strisce di marmo colorato. Espongono murales e sculture di artisti valenciani come Carmen Calvo, Artur Heras e Rosa Torres, tra gli altri. Le tre stazioni sono incluse nella Guida di Architettura della Spagna 1920-2000 di Antón Capitel, così come nel catalogo di Arquitectura Moderna y Contemporánea de la Comunidad Valenciana preparato da Carmen Jordá Such e dal suo team e nel libro Storia della Città : Percorso storico dell'architettura e dell'urbanistica della città di Valencia a cura di Sonia Dauksis Ortola e Francisco Taberne.

## Materiale rotabile
Le unità UTE (Electric Train Unit) serie 3900, costruite nel 1995, furono le prime unità a servire questa linea, raccogliendo la tensione per i motori di trazione tramite i pantografi situati nelle carrozze di ogni unità. Alcune unità di treni articolati (UTA) della serie 3700 prestavano servizio anche quando il ramo tecnico Colón-Jesús apparteneva alla linea 3. Attualmente, quelle che servono la linea 3 sono le unità della serie 4300, così come sul resto delle linee della metropolitana. Il sistema di catenaria tra Alameda e Avenida del Cid avviene tramite una rotaia fissa nelle volte delle stesse, mentre nella maggior parte delle gallerie a doppio binario il sistema di catenaria è convenzionale. Su tutti i rami superficiali anche il sistema catenario è convenzionale.